# Дитинская
Дитинская — деревня в Харовском районе Вологодской области.
Входит в состав Харовского сельского поселения, с точки зрения административно-территориального деления — в Харовский сельсовет.
Расстояние до районного центра Харовска по автодороге — 3 км. Ближайшие населённые пункты — Конанцево, Лещево, Пехтиха.
По переписи 2002 года население — 30 человек (16 мужчин, 14 женщин). Всё население — русские.